# إيغون راينرت
هانز إيغون راينرت (بالألمانية: Hans Egon Reinert) (مواليد 24 سبتمبر 1908 في ساربروكن - 23 أبريل 1959 ساربروكن)، كان محامي وسياسي ألماني ينتمي إلى الاتحاد الديمقراطي المسيحي (CDU). شغل من 4 يونيو 1957 إلى 23 أبريل 1959 منصب رئيس وزراء ولاية سارلاند.

## روابط خارجية
- إيغون راينرت على موقع مونزينجر (الألمانية)